# Saint-Thomé
Saint-Thomé é uma comuna francesa na região administrativa de Auvérnia-Ródano-Alpes, no departamento de Ardèche. Estende-se por uma área de 19,65 km². Em 2010 a comuna tinha 475 habitantes (densidade: 24,2 hab./km²).